# Allegrezze
Allegrezze è una frazione di 15 abitanti del comune di Santo Stefano d'Aveto, nella città metropolitana di Genova.

## Storia

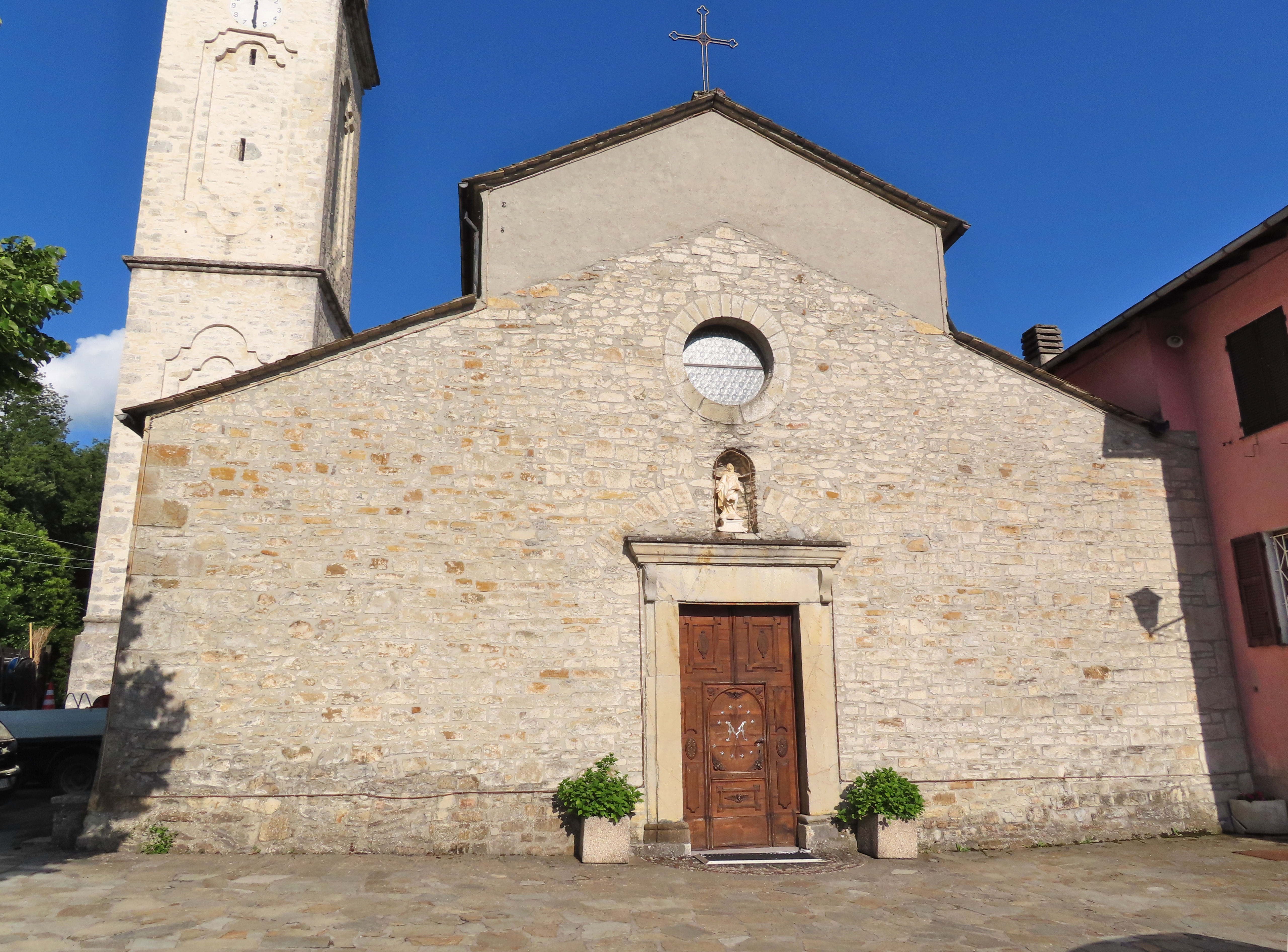
La chiesa di Santa Maria Assunta

Il borgo fu un importante centro della val d'Aveto, in quanto situato lungo il raccordo di diversi snodi stradali per raggiungere le località di Alpepiana e Rezzoaglio, il paese principale di Santo Stefano d'Aveto e la val Trebbia.
Il primo documento storico accertante il borgo di Allegrezze risale al 1197, il Giuramento di Varzi, dove venne citato un abitante del luogo, un certo Lanfrancus de Alegreza. Al tardo medioevo potrebbe essere risalente il "castelluzzo" posto sopra l'abitato di Caselle e usato principalmente a scopo difensivo e di controllo assieme al principale castello di Santo Stefano d'Aveto.
Dal 1815 al 1859 Allegrezze fu zona di confine con la provincia di Bobbio del Regno di Sardegna, dal 1859 al 1923 fu zona di confine con il circondario di Bobbio della provincia di Pavia.
Verso la fine del XIX secolo, così come altre zone della Liguria, la valle avetana e quindi anche il paese di Allegrezze fu interessata da un forte movimento migratorio verso il continente americano, in particolare verso la città di New York e lo stato della California.
Nelle fasi finali della seconda guerra mondiale nei pressi del paese si verificò, il 27 agosto del 1944, la battaglia di Allegrezze; soldati nazi-fascisti, penetrati nella valle per compiere un rastrellamento contro i partigiani locali furono attaccati da questi ultimi lungo la strada per Santo Stefano d'Aveto.
Nella battaglia perirono cinque soldati e trentasette di essi risultarono feriti, mentre dell'altro schieramento vi fu la morte del partigiano Silvio Solimano detto "Berto".
A causa della rivolta popolare il maggiore Girolamo Candelo - comandante del contingente nazi-fascista - ordinò a scopo punitivo il 29 agosto una rappresaglia dando alle fiamme il paese di Allegrezze; nel rogo furono risparmiate la locale chiesa, la canonica e la scuola.

## Monumenti e luoghi d'interesse

### Architetture religiose
- Chiesa parrocchiale di Santa Maria Assunta, nella piazza principale del paese, già risalente in alcuni documenti del 1287. Sul muro della vasca battesimale un affresco raffigura il Battesimo di Gesù di pittore sconosciuto, ma forse risalente al Cinquecento.

## Infrastrutture e trasporti

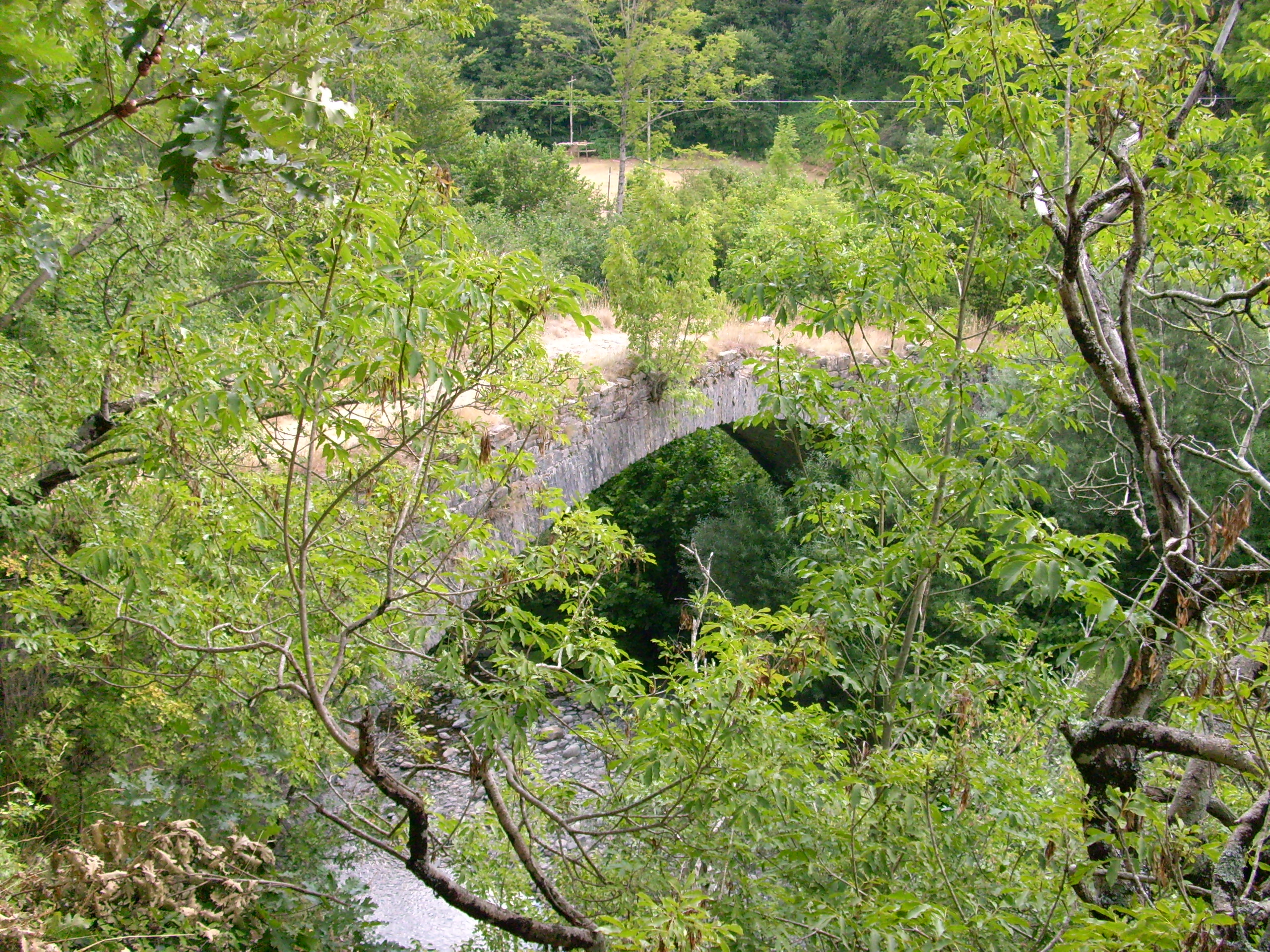
Il ponte di Allegrezze

### Strade
Allegrezze è situata lungo la strada statale 654 di Val Nure la quale collega la frazione con Rezzoaglio.